# Federazione nazionale ordini veterinari italiani
La Federazione nazionale ordini veterinari italiani (FNOVI) è l'ente italiano che riunisce tutti gli ordini dei medici veterinari delle province e ha sede a Roma.
La federazione è stata istituita con il decreto legislativo del capo provvisorio dello Stato n. 233 del 13 settembre 1946, che ha istituito anche gli ordini provinciali.
All'albo tenuto dall'ordine provinciale sono obbligatoriamente iscritti tutti i medici veterinari che svolgano attività professionale in Italia.
L'organo di governo è il comitato centrale composto da 13 membri che durano in carica 3 anni ed è eletto dal Consiglio nazionale formato dai presidenti degli ordini provinciali.
È previsto anche il Collegio dei revisori dei Conti.
Il codice deontologico è stato approvato dal Consiglio nazionale in Terrasini (PA) il 12 giugno 2011.

## Giuramento professionale
Dopo l'iscrizione all'ordine ogni medico veterinario presta il giuramento professionale.  Nella formula egli sintetizza i principi deontologici ed etici che devono ispirare il medico veterinario nella sua attività professionale:
«Entrando a far parte della professione e consapevole dell'importanza dell'atto che compio prometto solennemente di dedicare le mie competenze e le mie capacità alla protezione della salute dell'uomo, alla cura e al benessere degli animali, promuovendone il rispetto in quanto esseri senzienti; di impegnarmi nel mio continuo miglioramento, aggiornando le mie conoscenze all'evolvere della scienza; di svolgere la mia attività in piena libertà e indipendenza di giudizio, secondo scienza e coscienza, con dignità e decoro, conformemente ai principi etici e deontologici propri della medicina veterinaria».

## Atto medico veterinario
Per uniformare le previsioni europee (Veterinay Act) dettate dalla Federazione Europea dei Veterinari con quelle nazionali, la Federazione ha sviluppato la seguente definizione di atto medico veterinario, in tutte le sue componenti scientifiche, etiche, professionali e di responsabilità:
Si definiscono "atto medico veterinario" le attività compiute, nel rispetto dei valori etici e deontologici, con l'obiettivo di mantenere e promuovere la salute e il benessere degli animali; tutte le attività di prevenzione della malattie degli animali; tutte le procedure diagnostiche, terapeutiche - comprese le medicine complementari - e riabilitative; le attività relative alla protezione dell'uomo dai rischi e dai danni derivanti dalle malattie degli animali, dal consumo di prodotti di origine animale con riguardo all'intera filiera produttiva finalizzato alla sicurezza alimentare; le certificazioni e le prescrizioni relative a tutti gli atti sopradescritti.
Le attività definite come "atto medico veterinario" sono di competenza dei medici veterinari iscritti agli Ordini professionali.
Il medico veterinario è responsabile di ogni atto medico eseguito direttamente o sotto la sua supervisione e/o prescrizione.